# 소나기 (2017년 영화)
《소나기》는 2017년 8월 31일에 개봉한 대한민국의 애니메이션 영화로, 황순원 작가의 동명의 단편소설이 원작이다. 안재훈이 감독을 맡았으며, 한국교육방송공사와 공동 제작했다.

## 캐스팅
- 노강민 : 소년 역
- 신은수 : 소녀 역